# Anoplodera rufipes
Anoplodera rufipes là một loài bọ cánh cứng trong họ Cerambycidae.

## Hình ảnh

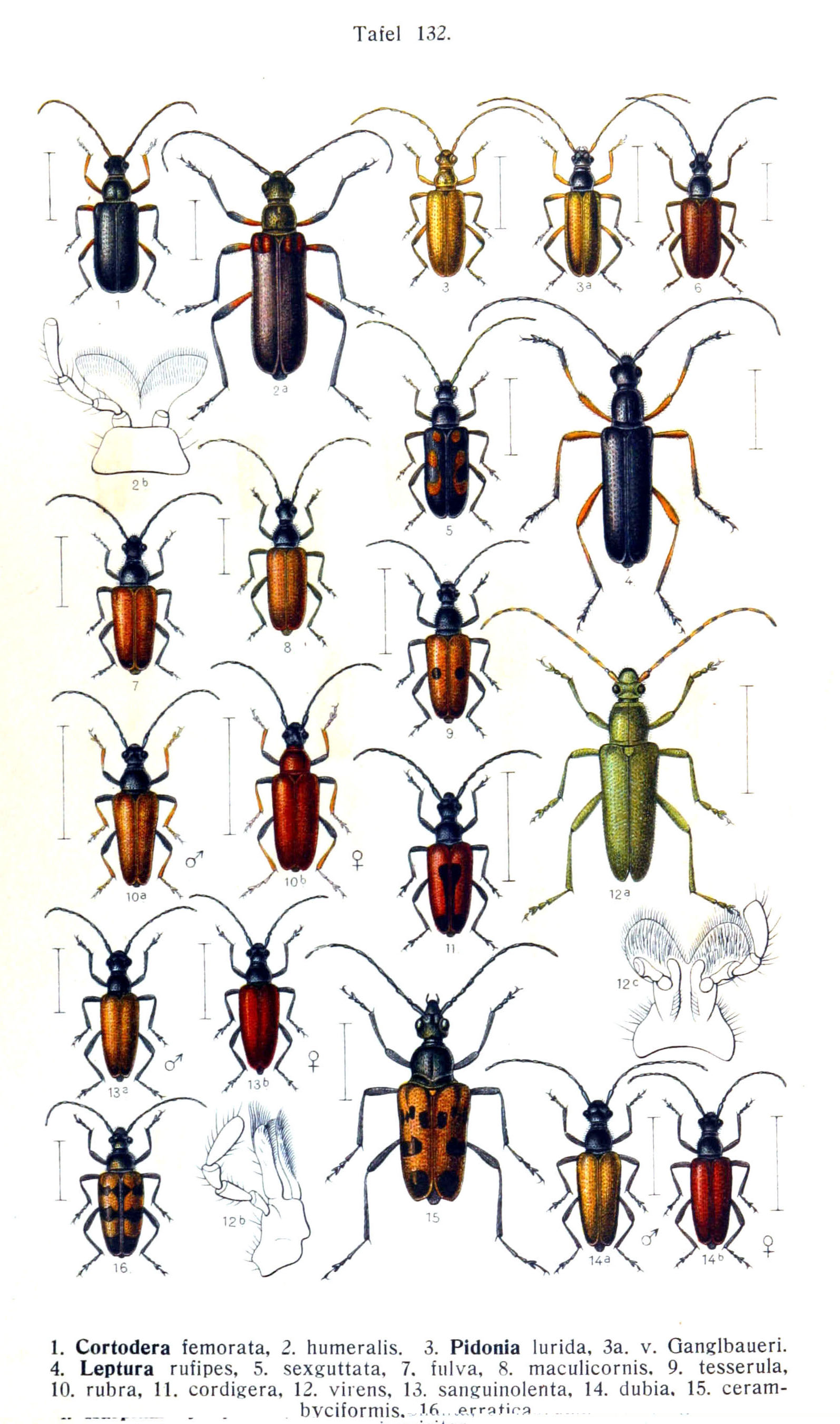